# Perpetuo de Tours
Perpetuo (en francés: Perpet o en latín: Perpetuus, f. 8 de abril de 491), fue el sexto obispo de Tours, aproximadamente de 460 a 490. Sucede a Eustoche de Tours, su abuelo, y su sucesor, Volusien de Tours, también era de su familia. Perpetuo es el promotor de la primera basílica de Saint-Martin de Tours.

## Hagiografía
Procedente de una familia de la orden senatorial de Arvernes, se convirtió en obispo de Tours en el invierno de 460. Durante su sacerdocio, que dura treinta años, las pocas fuentes disponibles son suficientes para demostrar que el cristianismo se está desarrollando y arraigando firmemente en Touraine.
Poco después de su coronación, San Perpetuo presidió un concilio de ocho obispos el 11 de noviembre de 461, que se reunió con motivo de San Martín para instaurar la disciplina eclesiástica. Ocupó otro en Vannes en 465. Posteriormente, ejerció una estrecha supervisión sobre los sacerdotes de su diócesis, porque las crónicas mencionaban algunos casos de decomiso.
Perpetuo mandó construir monasterios e iglesias, pero su gran obra fue haber sustituido la pequeña capilla de Bricio de Tours que albergaba la tumba de Martín de Tours (437) por una basílica (470) para la que encargó pinturas e inscripciones destinadas a exaltar los méritos y el poder del gran santo.
Perpetuo constituye así verdaderamente una organización capaz de acoger a peregrinos de toda Francia. Grégoire de Tours, luego Lull en la abadía de Fulda seguirá este ejemplo. El lugar que ocupa el culto a Martín en la liturgia y en la literatura piadosa se debe también en gran parte al proselitismo de Perpetuo, que publicó un Indiculus des miracles, que había versificado por Paulin de Périgueux.
Este último agrega un poema, De orantibus. San Martín es por siempre el patrón de la ciudad de la que fue obispo. Jugando con el nombre de Perpetuus, Paulin de Périgueux termina su poema con esta nota: "La ciudad de Tours se beneficia en Martin de un obispo perpetuo", "Perpétue urbs Turonum Martino antistite gaudet".
Según Grégoire de Tours, Perpetuo decretó que los fieles de su diócesis ayunaran:

Desde Pentecostés, miércoles y viernes hasta la Natividad de San Juan. Del 1 de septiembre al 1 de octubre, dos ayunos por semana. Desde el 1 de octubre hasta la muerte de San Martín [también], dos ayunos por semana. Desde la muerte de San Martín hasta el nacimiento del Señor, tres ayunos por semana. Desde el nacimiento de San Hilario hasta mediados de febrero, dos ayunos por semana.
San Gregorio de Tours, Historia de los francos, Libro X, 31

Estos ayunos todavía se respetan en el siglo VI, por lo tanto, la época de San Gregorio. Es obvio que en ese momento, la práctica del ayuno era local, tanto por San Martín de Tours como por San Hilario de Poitiers. No tienen nada en particular para Perpetuo y la Iglesia de Tours, pero son practicados por toda la cristiandad: las variantes vendrán más tarde.
Este ayuno, la participación en la muerte de San Martín hasta la Navidad, es el origen de la celebración del Adviento.

## Su voluntad (apócrifa)
El testamento de Perpetuo fue publicado por primera vez en 1661 por Luc d'Achery en su Spicilegium. En este documento, el obispo hace de los pobres sus herederos: “Vosotros, mis amados hermanos, mi corona y mi alegría, los pobres en Cristo, los necesitados, los mendigos enfermos, las viudas y los huérfanos, os hago mis herederos."
Perpetuo les da por este acto de pastos, huertos, viñedos, casas, jardines, molinos, oro y plata, y su ropa. Julien Havet demuestra en 1885 que este testamento es una falsificación del siglo XVII, cuyo autor, Jérôme Vignier, sacerdote del Oratorio amigo de Luc d'Achery, está perfectamente identificado.
El testamento real de Perpetuo, que no ha llegado hasta nosotros, lo menciona Grégoire de Tours: “Hizo su testamento dando lo que poseía en varias ciudades ('civitates', es decir, diócesis) a las iglesias que allí estaban”.